# Мантернах
Мантернах (люкс. Manternach, фр. Manternach) — коммуна в Люксембурге, располагается в округе Гревенмахер. Коммуна Мантернах является частью кантона Гревенмахер. В коммуне находится одноимённый населённый пункт.
Население составляет 1542 человек (на 2008 год), в коммуне располагаются 548 домашних хозяйств. Занимает площадь 27,68 км² (по занимаемой площади 24 место из 116 коммун). Наивысшая точка коммуны над уровнем моря составляет 341 м. (99 место из 116 коммун), наименьшая 181 м. (20 место из 116 коммун).

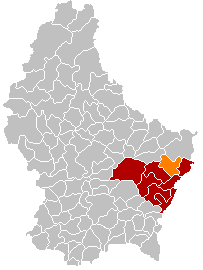
Оранжевый цвет — коммуна Мантернах, красный — кантон Гревенмахер.